# Bonaventura da Iseo
Bonaventura da Iseo (... – 1250?) è stato un francescano e alchimista italiano.
Amico di Alberto Magno, Tommaso d'Aquino, e Ruggero Bacone, rivestì un ruolo importante nell'ordine francescano come fiduciario di Elia da Cortona e, successivamente, di Crescenzio da Jesi, del quale fu vicario presso il Concilio di Lione del 1245. Fu ministro per alcune province francescane, fra cui la marca trevigiana all'epoca di Ezzelino da Romano.

## Attività
(Bonaventura da Iseo, proemio al Liber Compostille )
Bonaventura da Iseo è tradizionalmente considerato l'autore del Liber compostille, un compendio del sapere alchemico dell'epoca. Compostile vuol dire «scaffale» per deporvi il vasellame o «raccolta», schedario di cose pregiate. 
L'opera consta di tre libri: 
1. il primo tratta la natura di diverse acque, alcuni sali e oli;
2. il secondo verte sulla creazione e trasmutazione dei metalli e di sali alchemici;
3. il terzo, infine, concerne un insieme di dodici acque unitamente ad esperimenti ricavati da vari autori tra i quali Geber.[3]

All'interno del contesto alchemico, il trattato introduce il legame innovativo fra sostanze alchemiche e «acque medicinali», anticipando gli sviluppi seguenti di Ruggero Bacone, peraltro francescano anch'egli, e documentando la diffusione dell'alchimia nell'ordine francescano italiano.
L'opera risale agli anni tra il 1253 e il 1268, perché Bonaventura stesso afferma di averla scritta «al tempo in cui era doge di Venezia il signore Ranieri Zeno». La medicina dei corpi si inserisce nell'ideale francescano intriso di una religiosità fatta di illuminazioni e visioni immediate, volte al perfezionamento della natura con le «acque», ottenute estraendo l'elemento essenziale volatile dalle sostanze solide, tramite la distillazione sul fuoco.
(Bonaventura da Iseo )

## Opere
- Liber Compostella multorum experimentorum veritatis fratres Bonaventure de Ysio de Ordine fratrum minorum
- Bonaventura d'Iseo, Le antiche vie dell'Alchimia, a cura di Vittorio Di Cesare, Roma, Atanòr, 1973.